# Ludger Bökelmann
Ludger Bökelmann (* 29. April 2001) ist ein deutscher Filmschauspieler.

## Leben
Ludger Bökelmann hatte sein Schauspieldebüt mit 12 Jahren in der Verfilmung (2013) des Romans Feuchtgebiete von Charlotte Roche. Es folgten weitere kleinere Rollen in Filmen wie Die Bücherdiebin (2013) und Fernsehreihen wie Großstadtrevier, Löwenzahn und Notruf Hafenkante. Bekannt wurde er vor allem durch seine Rolle des jungen Ulrich Nielsen in der Mystery-Fernsehserie Dark, die er in allen drei Staffeln verkörperte.
Seit 2021 spielt er die Rolle des Mitarbeiters Peter in der Prime-Video-Serie Die Discounter.

## Filmografie
- 2013: Feuchtgebiete
- 2013: Die Bücherdiebin
- 2015: SCHULD nach Ferdinand von Schirach (Episode Die Illuminaten)
- 2015: Im Namen meines Sohnes (Fernsehfilm)
- 2016: Paranoid (Miniserie)
- 2017–2020: Dark (Fernsehserie)
- 2019: Notruf Hafenkante (Fernsehserie, Episode Auf der Straße)
- 2019: Großstadtrevier (Fernsehserie, Episode Das Revier explodiert)
- 2019: Jenny – echt gerecht (Fernsehserie, Episode: Das tote Mädchen)
- 2019: Der Krieg und ich (Fernsehserie, Episode: Anton)
- 2019: Löwenzahn (Fernsehserie, Episode: E-Sport – Das knallharte Trainingscamp)
- 2020: Schwester, Schwester – Hier liegen sie richtig (Fernsehserie, Episode: Bye, bye Bein)
- 2020: Letzte Spur Berlin (Fernsehserie, Episode: Filippas Welt)
- 2020: In aller Freundschaft – Die jungen Ärzte (Fernsehserie, Episode: Der Neue)
- seit 2021: Die Discounter (Fernsehserie)
- 2021: Helen Dorn: Wer Gewalt sät (Fernsehserie)
- 2021: SOKO Leipzig (Fernsehserie, Episode: Bis aufs Blut)
- 2021: Blackout (Fernsehserie, 4 Folgen)
- 2023: Der vermessene Mensch
- 2024: Pauline (Miniserie)
- 2024: SOKO Leipzig (Fernsehserie, Episode: Die Ansage)